# فونولوسا
بلدية فونولوسا (بالكاتالانية: Fonollosa) هي إحدى بلديات مقاطعة برشلونة، والتي تقع في منطقة كاتالونيا، شرق إسبانيا.
يبلغ عدد سكانها 1.279 نسمة وفقاً لإحصائية سنة (2007).